# Municipio de Princeton (Iowa)
El municipio de Princeton (en inglés: Princeton Township) es un municipio ubicado en el condado de Scott en el estado estadounidense de Iowa. En el año 2010 tenía una población de 1405 habitantes y una densidad poblacional de 16,47 personas por km².

## Geografía
El municipio de Princeton se encuentra ubicado en las coordenadas 41°42′2″N 90°23′13″O / 41.70056, -90.38694. Según la Oficina del Censo de los Estados Unidos, el municipio tiene una superficie total de 85.3 km², de la cual 79,35 km² corresponden a tierra firme y (6,98 %) 5,95 km² es agua.

## Demografía
Según el censo de 2010, había 1405 personas residiendo en el municipio de Princeton. La densidad de población era de 16,47 hab./km². De los 1405 habitantes, el municipio de Princeton estaba compuesto por el 96,87 % blancos, el 0,5 % eran afroamericanos, el 0,14 % eran amerindios, el 0,36 % eran de otras razas y el 2,14 % eran de una mezcla de razas. Del total de la población el 2,7 % eran hispanos o latinos de cualquier raza.